# Irys (serial telewizyjny)
Irys (kor.: 아이리스, MOCT: Airiseu) – południowokoreański serial sensacyjny nadawany przez stację KBS2 od 14 października do 17 grudnia 2009 roku. W Polsce jest nadawany od 9 maja 2011 roku na kanale Tele 5.
Serial odniósł kasowy sukces i doczekał się kontynuacji w formie filmu pełnometrażowego pt. Iris The Movie (kor.: 아이리스: 더 무비, MOCT: Airiseu: deo mubi) oraz drugiego sezonu pt. Iris II: New Generation (kor. 아이리스2, MOCT: Airiseu 2). Ponadto wyprodukowano także spin-off pod tytułem Athena: Goddess of War (kor. 아테나: 전쟁의 여신, MOCT: Atena: jeonjaeng-ui yeosin).

## Opis fabuły
Kim Hyun-joon, Jin Sa-woo i Choi Seung-hee są agentami NSS – południowokoreańskiej agencji wywiadowczej. Gdy pewnego dnia Kim otrzymuje tajny rozkaz zlikwidowania znanej osobistości, nawet nie podejrzewa, że zostaje wplątany w międzynarodowy spisek, za którym stoi tajemnicza organizacja o kryptonimie „Irys”. Rannego podczas zamachu i oskarżonego o zdradę Kima, szuka policja. Z opresji ratuje go tajemniczy „Głos” i proponuje udział w tajnej grupie operacyjnej zajmującej się rozpracowaniem „Irysa”. Aby odzyskać dobre imię i wymierzyć sprawiedliwość zdrajcom Kim stawia wszystko na jedną kartę, ale szukając zemsty z przerażeniem odkrywa, jak wysoko sięgają macki korupcji.

## Obsada
- Lee Byung-hun – Kim Hyun-jun
- Kim Tae-hee – Choi Seung-hee
- Jung Joon-ho – Jin Sa-woo
- Kim Seung-woo – Park Cheol-young
- Kim So-yeon – Kim Seon-hwa
- T.O.P – Vick